# Pasqualino Bongiovanni
Pasqualino Bongiovanni (Lamezia Terme, 7 giugno 1971) è un poeta e saggista italiano.

## Biografia
Nato a Lamezia Terme, si diploma al Conservatorio di Foggia, si laurea in Lettere alla Sapienza di Roma e consegue il dottorato di ricerca in Estudios literarios presso la Facoltà di Filologia dell’Università Complutense di Madrid. Ha collaborato come redattore al Dizionario biografico degli italiani. Pubblica nel 2006 la raccolta poetica A sud delle cose, con introduzione di Mario Rigoni Stern, tradotta in spagnolo da José M. Carcione e pubblicata in Argentina come Al sur de las cosas nel 2012. L'opera nel 2013 viene tradotta in inglese da Giuseppe Villella e pubblicata in Canada col titolo To The South of Things. Dal 2017 è disponibile una nuova edizione anche in formato di audiolibro, con voce dell'attrice e doppiatrice italiana Aurora Cancian. Hanno trattato A sud delle cose diversi critici letterari italiani e internazionali, come Lia Bronzi, Anna Stella Scerbo (nella prefazione del libro nell'edizione del 2017), Lorenzo Spurio e Marie Marazita; quest'ultima, in particolare, ha curato una parziale traduzione in francese dell'opera.
Le sue poesie sono state pubblicate su riviste specializzate in Uruguay, Argentina, Bolivia, Francia e figurano, in Spagna, all'interno dell'antologia Poetas Siglo XXI, curata del poeta e pittore Fernando Sabido Sánchez.
A sud delle cose è stato presentato anche all'estero presso l'Università Complutense di Madrid nel Congresso Internazionale L’italiano, parole in arte, in Marocco al 3rd International Symposium on Prose Poem di Marrakech, in Cile presso l'Università di Concepción, in Canada al Centro Caboto Centre e alla Lakehead University e in Argentina a Buenos Aires e La Plata.
Nel 2024 Bongiovanni ha curato con nota critica ritrovamenti inediti del poeta Franco Costabile.

## Stile
I temi affrontati da Bongiovanni e un particolare approccio lirico alle cose riconducono la sua produzione nell’ambito della linea meridionale della poesia italiana. Tuttavia, nei suoi componimenti la condizione di degrado – non solo storico o socio-economico, ma anche morale ed esistenziale – di certe realtà meridionali va allargandosi fino a divenire immagine della condizione umana di ogni Sud del mondo. I suoi versi, però, non cedono al vittimismo o a una stanca retorica, bensì aspirano continuamente alla giustizia sociale e al riscatto della dignità umana.
Come ha scritto la critica letteraria Lia Bronzi, "Bongiovanni vive la sua poesia e la fa vivere attraverso la parola, il suono, la perfetta unione tra significante e significato, nella sintesi colta saussurrianamente nel segno, che va a fermare un tempo reale, tattile e quasi verbo-visivo, per efficacia e sintesi di parola scalpellata a bulino, atta a restituire immagini sull’onda del disagio che vivono i personaggi chiave delle sue poesie. Anche quando lo scandaglio affonda inesorabilmente nella vicenda storico-sociale-individuale, il discorso si eleva ad alto livello e si fa paradigma dell’umana avventura di tutti gli uomini del Sud".
Il giornalista Tonio Dell'Olio scrive a proposito di Bongiovanni: "Il giovane poeta di Lamezia Terme fa in modo che le sue poesie profumino delle tipicità del sud, dei suoi colori e delle sue ricchezze, della fierezza e dei drammi di una terra che trasuda storia. La poesia, parente stretta della preghiera, illumina ciò che è nascosto nell’anima delle cose e ne scorge la filigrana per indicarla a coloro che vogliono conoscere veramente. Belle poesie a cui abbandonarsi per conoscere la Calabria chiudendo gli occhi e aprendo l’anima".

## Opere

### Poesia
- A sud delle cose, Roma, Lebeg, 2017 (prima ed. 2006).
- Al sur de las cosas, traduzione di José M. Carcione, Buenos Aires, Artnovela Ediciones, 2012.
- To the South of Things – A sud delle cose, traduzione di Giuseppe Villella, Thunder Bay (Ontario, Canada), Institute of Italian Studies Lakehead University, 2013.
- To the South of Things, traduzione di Giuseppe Villella, Roma, Lebeg, 2017.

### Saggistica
- A sud delle cose, tra musica e poesia, in Espressività artistiche dell’italiano. "Expresiones artísticas del italiano”, a cura di Mirella Marotta e Gianfranco Chicca, Madrid, 2020, Ediciones del Orto, pp. 29–42.
- Prefazione, in Laura Domingo Augüero, Paese sulle acque - País sobre el aguas (edizione bilingue italiano-spagnolo), Lebeg, Roma 2021, pp. V-XIII.
- Prefazione, in Jaki Shelton Green, Voglio strapparti alla morte – I Want to Undie You (edizione bilingue italiano-inglese), Lebeg, Roma 2021, pp. V-XIII.
- Dissipatio H.G. de Guido Morselli. Una novela italiana post-apocalíptica y distópica, in Catástrofe y fines del mundo en la literatura. Estudios sobre el imaginario del desastre y apocalíptico, a cura di Pilar Andrade Boué (coordinatrice), Jorge Burón, Beatriz Ferreira, Carolina López Fic, Helena Pulido, Guillermo Escolar Editor, Madrid, 2022, pp. 87–100.
- Sradicamento, deterritorializzazione e autotraduzione nell’antologia "L’orlo della notte" della poetessa argentina Marisa Martínez Pérsico, Cuadernos del Hipogrifo, N. 20, pp. 84–94, 2023.[13]
- Nota ai testi, in Franco Costabile, Le notti ritrovate, Roma 2024, Lebeg, pp. 37–38.
- Gli esordi poetici e narrativi di Franco Costabile sulla «Voce del Popolo» di Taranto, in Franco Costabile, Le notti ritrovate, Roma 2024, Lebeg, pp. 39–60.
- Nota ai testi, in Franco Costabile, L’anticamera della pazzia, Roma 2024, Lebeg, pp. 81–83.
- L’attività giornalistica di Franco Costabile: elementi per una prima analisi, in Franco Costabile, L’anticamera della pazzia, Roma 2024, Lebeg, pp. 85–87.
- Nota al testo, in Franco Costabile, Via degli ulivi, Roma 2024, Lebeg, pp. 51–55.
- Franco Costabile, i Quaderni di Ausonia e l’‘ausonismo’, in Franco Costabile, Via degli ulivi, Roma 2024, Lebeg, pp. 57–80.
- Poesie e prime recensioni di Via degli ulivi di Franco Costabile sui periodici dell’epoca, in Franco Costabile, Via degli ulivi, Roma 2024, Lebeg, pp. 81–107.
- Difformità e incongruenze nelle edizioni postume di Via degli ulivi di Franco Costabile, in Franco Costabile,Via degli ulivi, Roma 2024, Lebeg, pp. 109–130.

### Curatele
- Marisa Martínez Pérsico, L’orlo della notte – El borde de la noche a cura di Pasqualino Bongiovanni, Roma, Lebeg, 2023 (edizione bilingue italiano- spagnolo; traduzione ad opera dell’autrice).
- Claudia Magliano, Il cuore delle prugne – El corazón de las ciruelas (a cura di Pasqualino Bongiovanni, Roma, Lebeg, 2024 (edizione bilingue italiano-spagnolo; traduzione di Lucia Cupertino).
- Franco Costabile, Le notti ritrovate, a cura di Pasqualino Bongiovanni, Roma, Lebeg, 2024.
- Franco Costabile, L'anticamera della pazzia, a cura di Pasqualino Bongiovanni, Roma, Lebeg, 2024.
- Susana Szwarc, Trecce, a cura di Pasqualino Bongiovanni, Roma, Lebeg, 2024 (traduzione di Lucia Cupertino).
- Franco Costabile, Via degli ulivi, a cura di Pasqualino Bongiovanni, Roma, Lebeg, 2024.
- José Manuel Lucía Megías, Qui e ora – Aquí y ahora, a cura di Pasqualino Bongiovanni, Roma, Lebeg, 2025 (edizione bilingue italiano-spagnolo; traduzione di Leonardo Vilei).

## Premi
- Premio Costabile, 2005.
- Premio Domenico Aliquò, 2012.
- Premio Voci Città di Abano Terme, 2014.